# Kunsan
Kunsan je město v Jižní Koreji v provincii Severní Čolla. Nachází se na jižním břehu řeky Kum nedaleko jejího ústí do Žlutého moře. Byla zde také zřízena zóna volného obchodu za účelem přitáhnutí investic. Jižně od Kunsanu se nachází Saemangeum – bývalý estuár řek, od 2010 sladkovodní jezero s umělými ostrovy. 
Jihozápadně od centra se nachází letecká základna Kunsan, kterou provozuje Letectvo Spojených států amerických a která sdílí vzletovou a přistávací dráhu s civilním letištěm Kunsan.